# Blepephaeus lignosus
Blepephaeus lignosus är en skalbaggsart som beskrevs av Stefan von Breuning 1950. Blepephaeus lignosus ingår i släktet Blepephaeus och familjen långhorningar. Inga underarter finns listade.